# Bandiera del Laos
La bandiera del Laos è stata adottata il 2 dicembre 1975. Consiste di tre bande orizzontali, delle quali quella centrale blu ha un'altezza doppia rispetto alle bande rosse poste in alto e in basso. Al centro della bandiera è presente un disco bianco, il cui diametro è pari a 0,8 volte l'altezza della banda blu.
Il rosso della bandiera rappresenta il sangue versato nella lotta per l'indipendenza. Il blu simboleggia il benessere della nazione. Il disco bianco rappresenta la luna sul fiume Mekong, così come l'unità della nazione sotto il governo comunista. La bandiera fu sventolata per la prima volta nel 1945 durante la breve indipendenza del paese sotto la guida del Lao Issara.

## Bandiere storiche
Dal 1952 alla caduta del governo monarchico nel 1975, il Regno del Laos ha avuto una bandiera rossa con al centro un elefante bianco a tre teste, rappresentante il dio Erawan. Sopra l'elefante è presente un parasole a nove spicchi, mentre sotto vi è un piedistallo a cinque livelli. L'elefante bianco è un simbolo reale comune ad altri Paesi del sud-est asiatico, le tre teste fanno riferimento ai tre regni di Vientiane, Luang Prabang, e Champasak che formarono la nazione. Anche il parasole è un simbolo reale, ha origine dal Monte Meru nella cosmologia buddista. Il piedistallo rappresenta la legge sulla quale era fondata la nazione.

Bandiera del Regno di Vientiane (1707-1828)
Bandiera del Regno di Luang Prabang (1707-1893)
Bandiera del Regno di Champasak (1713-1947)
Bandiera del Protettorato francese del Laos, parte dell'Indocina francese (1893-1945 e 1946-1952)
Bandiera del Lao Issara (1945-1946)
Bandiera del Regno del Laos (1952-1975)